# Transposición de Ciamician-Dennstedt
La transposición de Ciamician-Dennstedt es una reacción orgánica que consiste en la expansión de un anillo de pirrol a uno de 3-cloropiridina. Se utiliza cloroformo en medio básico, como hidróxido de potasio. Esta reacción fue reportada por dos químicos, Giacomo Luigi Ciamician (1857-1922) y M. Dennsted. Ciamician es considerado el padre de la fotoquímica orgánica moderna.

## Mecanismo
La reacción consta de varias etapas:
- formación del diclorocarbeno a partir de cloroformo y la base en una reacción de eliminación α;
- reacción quelotrópica entre el diclorocarbeno y una de las dobles ligaduras del pirrol, para dar como producto el ciclopropano correspondiente;
- escisión del ciclopropano con formación concertada de una doble ligadura entre el enlace carbono-nitrógeno y la eliminación de un átomo de cloro, llevándose a cabo así la expansión del anillo de pirrol para formar el de piridina.[2]